# Ben Kamili
Ben Kamili (* 1969 in Orashe e Poshtme, Mazedonien) ist ein deutsch-albanischer Maler, der in Berlin lebt und arbeitet.

## Leben
Ben Kamili wurde 1969 in Orashe e Poshtme, Mazedonien, geboren. Nach seiner Übersiedlung in die deutsche Hauptstadt studierte er von 1998 bis 2004 an der Berliner Universität der Künste bei Professor Klaus Fußmann.
Seither präsentiert der Künstler seine charakteristischen Landschaftssujets, die sich durch kräftige, pastos aufgetragene Farben auszeichnen, in zahlreichen Einzel- und Gruppenausstellungen. Kamili widmet sich intensiv der Pleinair-Malerei und arbeitet in Themenzyklen, so schuf er u. a. Gemäldeserien zur Elbe oder zu den königlichen Gärten Berlins und Potsdams.

## Arbeiten in Sammlungen
u. a. Sammlung Würth, Sammlung Carmen Würth, Sammlung Piepenbrock, Nationalgalerie Tirana

## Ausstellungen (Auswahl)
- 2022 Diaf 2022, Galerie Klose, EXCO, Daegu, Südkorea
- 2022 Kiaf SEOUL 2022, Galerie Klose, COEX, Seoul, Südkorea
- 2022 ArteQ Gallery, Wien, Die Macht der Farbe, Ausstellung mit Artan Shabani
- 2022 Haus Kunst Mitte, Berlin, Die Macht der Farbe, Ausstellung mit Artan Shabani
- 2021 Kunsthalle Willingshausen, Malersymposium 2021
- 2020 Weitblick – Reinhold Würth und seine Kunst, Museum Würth 2, Künzelsau
- 2019 Das Arabische Kulturhaus – Der Divan, Berlin
- 2019 Galerie Hovestadt, Nottuln
- 2018 Galerie Bengelsträter, Iserlohn, Kleine Formate
- 2018 Kunstverein Laubach
- 2018 Museum Detlefsen, Glückstadt
- 2018 Museum Wenzel Hablik, Itzehoe
- 2017 Museum Würth, Künzelsau
- 2017 Galerie Müller, Würzburg
- 2017 Kunsthalle Willingshausen
- 2017 Museum Wrangelschlössschen, Berlin
- 2017 2. Internationale Aquarell Biennale, Tirana Albanien
- 2016 Park Sanssouci, Orangerieschloss, Potsdam
- 2016 Galerie des Bulgarischen Instituts, Berlin
- 2015 Kunstmesse Sylt, Art Sylt, Kunsthaus ARTES
- 2015 Istanbul Contemporary Art Fair (Türkei)
- 2014 Schloss Charlottenburg, Berlin
- 2014 Museum Schloss Wolfshagen, Prignitz
- 2014 Kleine Orangerie am Schloss Charlottenburg, Berlin
- 2014 Bunker-Gruppenausstellung, Hagen
- 2013 Gruppenausstellung im Haus Ruhreck, Hagen
- 2012 Kunstfestival Noordwijk (Niederlande)
- 2012 Haus Ruhreck, Hagen
- 2011 Wettbewerb „Das neue Berlin“ Im Roten Rathaus, Berlin
- 2011 Villa-Irmgard-Museum, Usedom
- 2011 Oberhessisches Museum, Gießen
- 2011 Museum Gutshaus Steglitz
- 2011 Kommunale Galerie, Berlin
- 2011 Januar: Vernissage Atelier Wilke, Bremerhaven